# Antoni Wojewoda
Antoni Wojewoda (ur. 1940 w Baryczy) – polski działacz kulturalny.

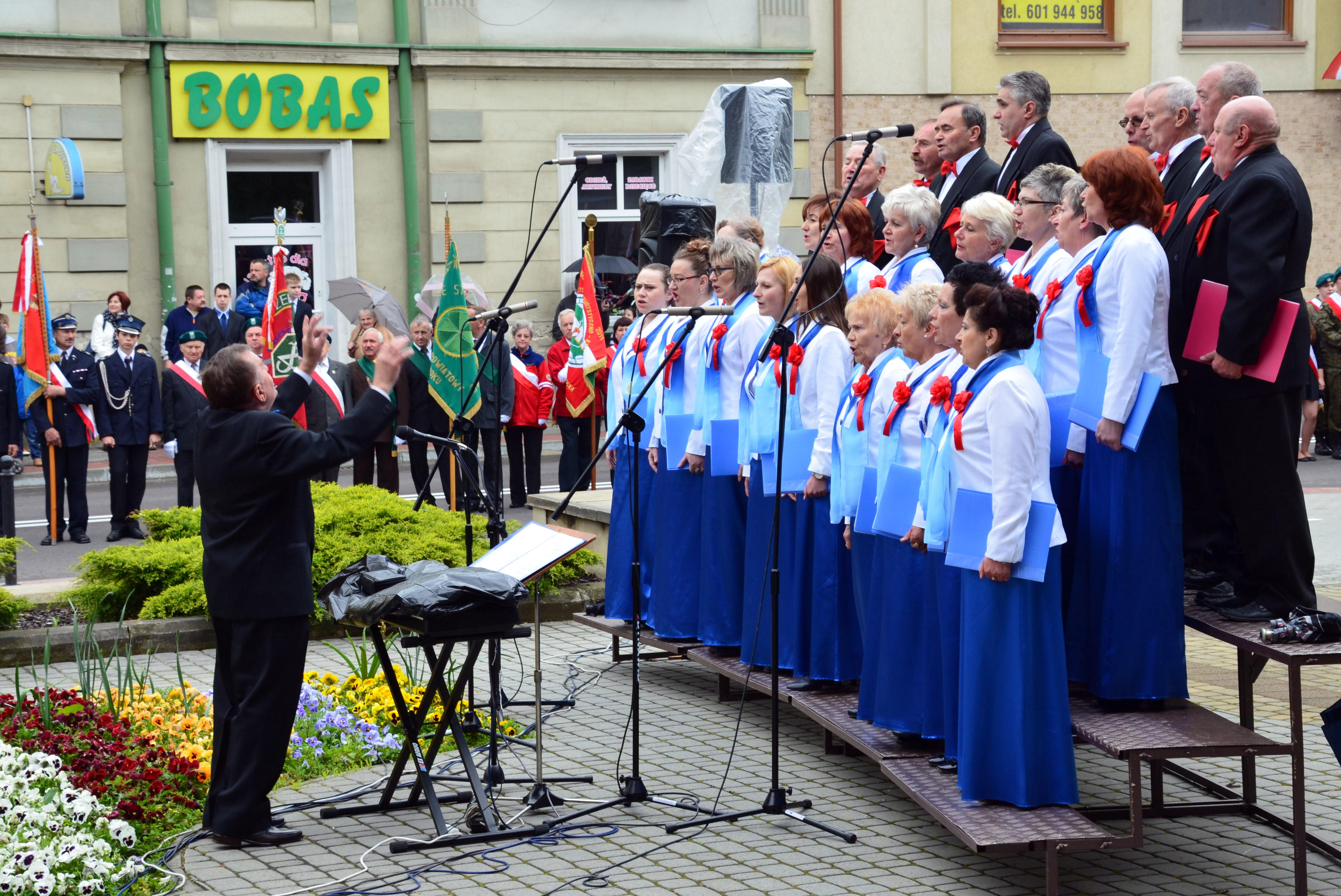
Antoni Wojewoda dyrygujący chórem Gloria Sanociensis (2014)

## Życiorys
Urodził się w 1940 w Baryczy. W 1958 ukończył naukę w Salezjańskiej Szkole Organistowskiej w Przemyślu. Po maturze podjął pracę w parafii Najświętszego Serca Pana Jezusa w Sanoku i prowadził tam Chór św. Cecylii po raz pierwszy w latach 1958–1960. Od 1962 do 1982 był zatrudniony w Sanockiej Fabryce Autobusów „Autosan”. W tym okresie w latach 70. był dyrektorem Zakładowego Domu Kultury SFA. W 1983 uzyskał dyplom magistra pedagogiki kulturalno-oświatowej w Wyższej Szkole Pedagogicznej w Rzeszowie. Od 1983 do 2009 po raz drugi prowadził sanocki Chór św. Cecylii, będąc jego dyrygentem. Do 2008 był równolegle organistą w kościele Najświętszego Serca Pana Jezusa. W 2009 założył chór Gloria Sanociensis. Był jednym z założycieli Katolickiego Towarzystwa Społeczno-Kulturalnego i został jego prezesem.
Był radnym Rady Miasta Sanoka II kadencji (1994–1998 wybrany z listy Samorządowego Komitetu Wyborczego), III kadencji (1998–2002 wybrany z listy Zjednoczeni Mieszkańcy Sanoka i Powiatu), V kadencji (1994–1998 wybrany z listy KW Prawo i Sprawiedliwość; pełnił funkcję wiceprzewodniczącego RM). W wyborach parlamentarnych w 1997 kandydował z listy Krajowej Partii Emerytów i Rencistów.

## Odznaczenia i nagrody
- Srebrny Krzyż Zasługi[9]
- Odznaka „Zasłużony Działacz Kultury”[9]
- Odznaka „Zasłużony dla Województwa Rzeszowskiego”[9]
- Nagroda Miasta Sanoka – trzykrotnie: za rok 1996 w dziedzinie kultury i sztuki I stopnia („za całokształt twórczości”)[10][11][12], za rok 2001 w dziedzinie kultury i sztuki[13][14][15][12], za rok 2004 w dziedzinie upowszechniania kultury i sztuki[16][17]